# 조시 바넷

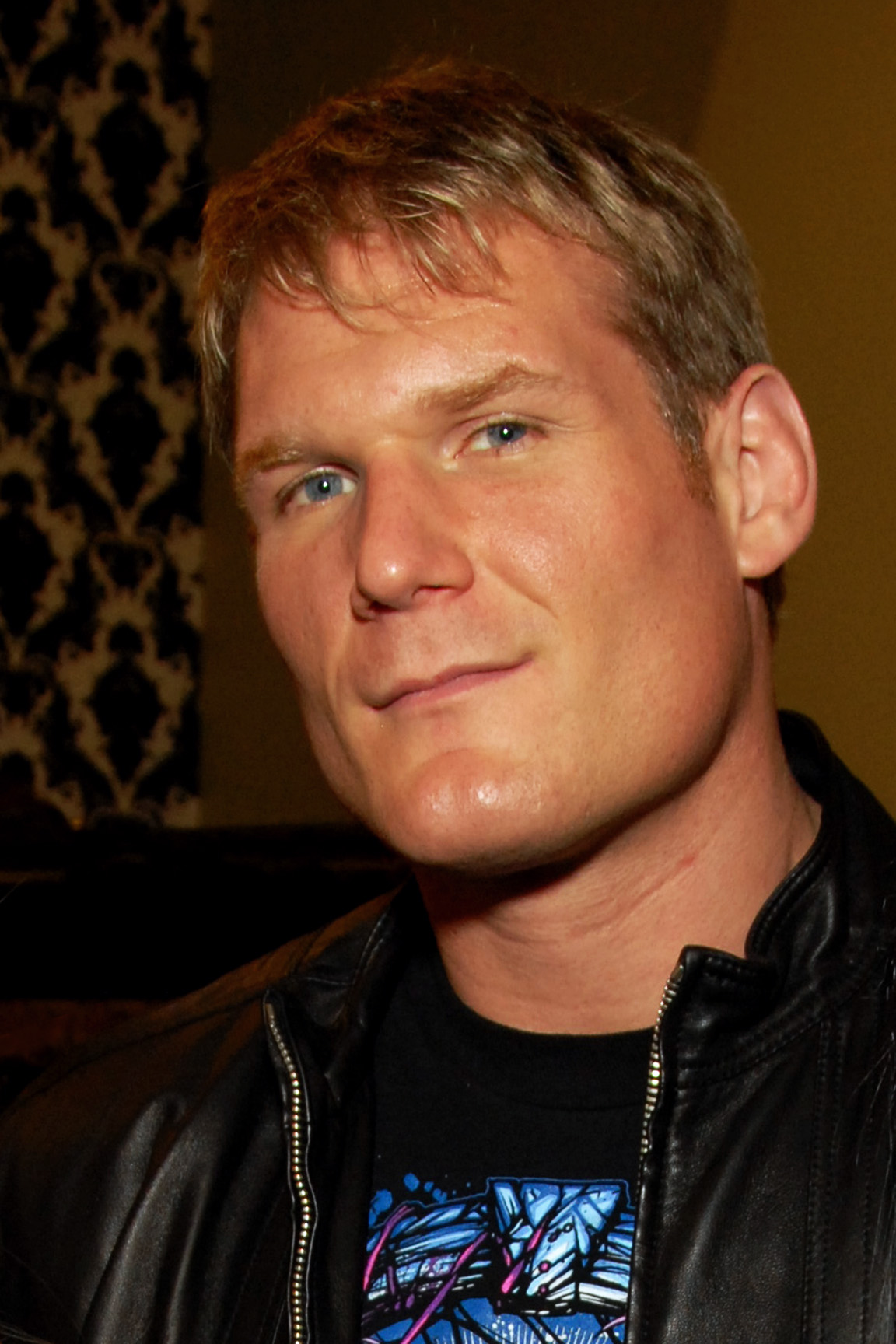

조슈아 로렌스 바넷(영어: Joshua Lawrence Barnett, 1977년 11월 10일 ~ )은 미국의 전 프로레슬링선수이자 현 종합격투기선수이다. 키는 191cm 몸무게는 116kg이다.

## 종합격투기 경력
1997년 종합격투기에 입문했다. 진행되었던 UFC fight night 93에서 안드레이 알롭스키랑 대결했으나 리어 네이키드 초크로(3R 2분 53초)만에 승리를 했다.

## 프로레슬링 경력
2004년 프로레슬링에 입문했고, 2017년 3월 2일 TNA 임팩트 레슬링에 등장하면서, 래쉴리에게 TNA 월드 헤비급 챔피언십 매치에 도전했으나 결국 경기를 내주고 챔피언십을 획득하지 못했고, 4월에는 IGF로 복귀후 활동을 했었고, 현재 신일본 프로레슬링에 활동을 하고 있다. 피니쉬는 캡쳐 버스터(캡쳐 수플랙스), 크로스 힐 훅, 노던 라이트 수플랙스를 사용한다.

## 수상
- UFC 헤비급 챔피언 - 1회
- 판크라스 오픈웨이트 챔피언 - 1회
- 2009 IBJJF 세계 주짓수 선수권 대회 (No-Gi) +97kg 금메달